# Grand Prix-wegrace van België 1982
De Grand Prix-wegrace van België 1982 was de zevende Grand Prix van wereldkampioenschap wegrace in het seizoen 1982. De races werden verreden op 4 juli 1982 op het Circuit de Spa-Francorchamps nabij Malmedy, (Liège).

## Algemeen
Nadat de TT van Assen door regen ernstig verstoord was, gebeurde dat in België niet, maar zaterdag regende het zo hard dat de jury gedwongen was nog op zondagochtend extra trainingen te organiseren. Omdat er slechts vier klassen startten kwam het programma niet in gevaar: dat de 125cc-race pas om 13.00 uur het programma opende was gepland. Honda scoorde voor het eerst sinds 30 september 1967 (Mike Hailwood) een overwinning in de 500cc-klasse. Sanvenero scoorde haar eerste overwinning in de 125cc-klasse. Als het om de controle van het publiek ging wilde het maar niet lukken in België. Terwijl de FIM de toegang voor het publiek in het rennerskwartier al jaren verbood, konden dronken toeschouwers voor 100 francs de monteurs het sleutelen vrijwel onmogelijk maken en tijdens de race voor de vangrail plaatsnemen en bierflessen op de baan gooien. 

## 500 cc
Jack Middelburg stond op poleposition, die hij bereikt had in de natte zaterdagtraining. Barry Sheene startte echter als snelste, maar al in de eerste ronde stak Middelburg hem weer voorbij en begon aan de tweede ronde met Graeme Crosby, Barry Sheene en Kenny Roberts als achtervolgers. Middelburg kreeg echter last van hangende gasschuiven en verloor steeds meer posities, tot hij het in de twaalfde ronde onverantwoord vond om nog verder te rijden. Roberts nam de leiding over, gevolgd door Crosby en Sheene, met WK-leider Franco Uncini op de vierde plaats. Intussen waren Freddie Spencer en Boet van Dulmen aan een inhaalrace bezig, die in de vierde ronde resulteerde in de tweede plaats van Spencer. Roberts had toen al problemen met zijn banden op de toch al slecht sturende Yamaha. In de negende ronde had Spencer zijn achterstand op Roberts goedgemaakt. De rondjes van 2 minuut 37 waren drie seconden sneller dan in de training en daar konden de te laag gegearde tweetakten niet tegen. De eerste die de geest gaf was de Yamaha van Graeme Crosby, die vastliep. Terwijl Freddie Spencer naar de overwinning reed had Barry Sheene nog genoeg over om weg te lopen van Franco Uncini. Die had last van een aanlopende voorband en nam geen risico's zolang hij maar voor Kenny Roberts kon blijven, want dat was zijn enige concurrent. 

### Uitslag 500 cc
| Pos | Coureur           | Merk               | Tijd       | Grid | Punten |
| --- | ----------------- | ------------------ | ---------- | ---- | ------ |
| 1   | Freddie Spencer   | HRC-Honda          | 52"59'67   | 2    | 15     |
| 2   | Barry Sheene      | John Player-Yamaha | 53"03'47   | 4    | 12     |
| 3   | Franco Uncini     | Gallina-Suzuki     | 53"05'94   |      | 10     |
| 4   | Kenny Roberts     | Yamaha             |            | 5    | 8      |
| 5   | Randy Mamola      | HB-Suzuki          |            | 10   | 6      |
| 6   | Marco Lucchinelli | HRC-Honda          |            | 6    | 5      |
| 7   | Boet van Dulmen   | Yamaha             |            | 7    | 4      |
| 8   | Kork Ballington   | Kawasaki           |            |      | 3      |
| 9   | Michel Frutschi   | Sanvenero          |            |      | 2      |
| 10  | Marc Fontan       | Sonauto-Yamaha     |            | 8    | 1      |
| 11  | Ron Haslam        | R&D-Honda          |            |      |        |
| 12  | Stuart Avant      | Suzuki             |            |      |        |
| 13  | Seppo Rossi       | Suzuki             |            |      |        |
| 14  | Guy Bertin        | Sanvenero          |            |      |        |
| 15  | Philippe Coulon   | Suzuki             |            |      |        |
| 16  | Jon Ekerold       | Suzuki             |            |      |        |
| 17  | Loris Reggiani    | Gallina-Suzuki     |            |      |        |
| 18  | Leandro Becheroni | Suzuki             |            |      |        |
| 19  | Gary Lingham      | Suzuki             |            |      |        |
| 20  | Fabio Biliotti    | Suzuki             |            |      |        |
| DNF | Jack Middelburg   | HB-Suzuki          | Carburatie | 1    |        |
| DNF | Graeme Crosby     | Marlboro-Yamaha    | Vastloper  | 3    |        |
| DNF | Takazumi Katayama | HRC-Honda          |            | 9    |        |
| DNS | Virginio Ferrari  | HB-Suzuki          | Blessure   |      |        |

### Top tien WK-tussenstand 500 cc
| Pos. | Coureur           | Motorfiets         | Ptn. |
| ---- | ----------------- | ------------------ | ---- |
| 1    | Franco Uncini     | Gallina-Suzuki     | 73   |
| 2    | Kenny Roberts     | Yamaha             | 68   |
| 3    | Barry Sheene      | John Player-Yamaha | 58   |
| 4    | Freddie Spencer   | HRC-Honda          | 37   |
| 5    | Graeme Crosby     | Marlboro-Yamaha    | 34   |
| 6    | Marco Lucchinelli | HRC-Honda          | 23   |
| 7    | Takazumi Katayama | HRC-Honda          | 19   |
| 8    | Michel Frutschi   | Sanvenero          | 17   |
| 8    | Kork Ballington   | Kawasaki           | 17   |
| 10   | Randy Mamola      | Suzuki             | 16   |

## 250 cc
In de trainingen in België moest Toni Mang Jacques Cornu voor laten, maar WK-leider Jean-Louis Tournadre moest van de vijfde rij starten en Jean-François Baldé zelfs van de laatste rij. Didier de Radiguès, die in Assen nog een sleutelbeen gebroken had, had zich laten behandelen door dr. Derweduwen en had de vierde trainingstijd. Na de start bestond de kopgroep uit Mang, McGregor en De Radiguès, maar ook in de rest van het veld was het spannend omdat veel kleine groepjes onderling om de posities vochten. Halverwege de race begon Mang weg te lopen, terwijl Cornu aansluiting leek te vinden. Hij viel echter drie ronden voor het einde. Door zijn overwinning nam Mang met één punt verschil de leiding in het wereldkampioenschap over.

### Uitslag 250 cc
| Pos | Coureur              | Merk                 | Tijd     | Grid     | Punten |
| --- | -------------------- | -------------------- | -------- | -------- | ------ |
| 1   | Toni Mang            | Kawasaki             | 44"40'35 | 2        | 15     |
| 2   | Graeme McGregor      | Waddon Ehrlich-Rotax | 44"54'94 | 3        | 12     |
| 3   | Didier de Radiguès   | Chevallier-Yamaha    | 45"00'09 | 4        | 10     |
| 4   | Raymond Freymond     | MBA                  |          | 8        | 8      |
| 5   | Paolo Ferretti       | MBA                  |          | 7        | 6      |
| 6   | Jean-Louis Tournadre | Yamaha               |          |          | 5      |
| 7   | Martin Wimmer        | Spondon-Yamaha       |          |          | 4      |
| 8   | Donnie Robinson      | Spondon-Yamaha       |          | 9        | 3      |
| 9   | Jean-Michel Mattioli | Yamaha               |          |          | 2      |
| 10  | André Gouin          | Yamaha               |          |          | 1      |
| 11  | Massimo Matteoni     | Yamaha               |          |          |        |
| 12  | Jacques Bolle        | Yamaha               |          | 10       |        |
| 13  | Sito Pons            | Kobas-Rotax          |          |          |        |
| 14  | Jeffrey Sayle        | Armstrong-Rotax      |          |          |        |
| 15  | Mar Schouten         | Yamaha               |          |          |        |
| DNF | Jacques Cornu        | Yamaha               | Val      | 1        |        |
| DNF | Jean-Marc Toffolo    | Rotax                |          | 5        |        |
| DNF | Christian Estrosi    | Pernod               |          | 6        |        |
| DNF | Thierry Espié        | Pernod               |          |          |        |
| DNS | Carlos Lavado        | Yamaha               | Blessure | Blessure |        |

### Top tien WK-tussenstand 250 cc
| Pos. | Coureur                | Motorfiets        | Ptn. |
| ---- | ---------------------- | ----------------- | ---- |
| 1    | Toni Mang              | Kawasaki          | 55   |
| 2    | Jean-Louis Tournadre   | Yamaha            | 54   |
| 3    | Roland Freymond        | MBA               | 31   |
| 4    | Jeffrey Sayle          | Armstrong-Rotax   | 23   |
| 5    | Jean-Louis Guignabodet | Kawasaki          | 18   |
| 6    | Graeme McGregor        | Waddon-Rotax      | 17   |
| 7    | Carlos Lavado          | Yamaha            | 15   |
| 8    | Jean-François Baldé    | Kawasaki          | 12   |
| 8    | Antonio Neto           | Yamaha            | 12   |
| 10   | Martin Wimmer          | Spondon-Yamaha    | 10   |
| 10   | Didier de Radiguès     | Chevallier-Yamaha | 10   |

## 125 cc
Ángel Nieto had weer eens slecht getraind (achtste), maar dat was voor kenners niets nieuws. Het hoorde bij het spelletje dat hij speelde om de strijd nog een beetje spannend te laten lijken. Dat deed hij tijdens de races ook, om op het laatste moment de leiding te nemen en te winnen. Het was dan ook niet verwonderlijk dat hij een bescheiden vierde positie in de kopgroep nam, die geleid werd door Ricardo Tormo en verder bestond uit Pier Paolo Bianchi en Eugenio Lazzarini. Na twee ronden begonnen August Auinger en Hans Müller op deze groep in te lopen. Nieto's spel ging echter niet op: tegen het einde begon Tormo pas echt gas te geven en hij won met twee seconden voorsprong op Lazzarini en Bianchi. Nieto werd in de laatste ronde zelfs gepasseerd door Hans Müller, die had gezien dat Nieto problemen had in de bochten, maar op de rechte stukken wel sneller was. Nieto had duidelijk bandenproblemen, maar nam de schuld na de race op zich. Hij verklaarde dat hij gewoon een "off day" had gehad.

### Uitslag 125 cc
| Pos | Coureur              | Merk        | Tijd     | Grid | Punten |
| --- | -------------------- | ----------- | -------- | ---- | ------ |
| 1   | Ricardo Tormo        | Sanvenero   | 35"16'67 | 1    | 15     |
| 2   | Eugenio Lazzarini    | Garelli     | 35"18'41 | 3    | 12     |
| 3   | Pier Paolo Bianchi   | Sanvenero   | 35"23'75 | 2    | 10     |
| 4   | Hans Müller          | MBA         |          | 4    | 8      |
| 5   | Ángel Nieto          | Garelli     |          | 8    | 6      |
| 6   | August Auinger       | Bartol-MBA  |          | 9    | 5      |
| 7   | Jean-Claude Selini   | MBA         |          | 10   | 4      |
| 8   | Hugo Vignetti        | Sanvenero   |          | 7    | 3      |
| 9   | Gerhard Waibel       | Seel-MBA    |          |      | 2      |
| 10  | Willy Pérez          | MBA         |          |      | 1      |
| 11  | Johnny Wickström     | MBA         |          |      |        |
| 12  | Willem Heykoop       | Sanvenero   |          | 24   |        |
| 13  | Alex Bedford         | MBA         |          |      |        |
| 14  | Matti Kinnunen       | MBA         |          |      |        |
| 15  | Anton Straver        | MBA         |          | 29   |        |
| DNF | Stefan Dörflinger    | Krauser-MBA |          | 5    |        |
| DNF | Iván Palazzese       | MBA         | Val      | 6    |        |
| DNF | Henk van Kessel      | MBA         | Val      | 13   |        |
| DNF | Pierluigi Aldrovandi | MBA         | Val      |      |        |
| DNF | Lennart Bäckström    | Onbekend    | Val      |      |        |

### Top tien WK-tussenstand 125 cc
| Pos. | Coureur              | Motorfiets | Ptn. |
| ---- | -------------------- | ---------- | ---- |
| 1    | Ángel Nieto          | Garelli    | 81   |
| 2    | Eugenio Lazzarini    | Garelli    | 39   |
| 3    | Hans Müller          | MBA        | 37   |
| 3    | Pier Paolo Bianchi   | Sanvenero  | 37   |
| 5    | Ricardo Tormo        | Sanvenero  | 36   |
| 6    | Pierluigi Aldrovandi | MBA        | 34   |
| 7    | Jean-Claude Selini   | MBA        | 29   |
| 8    | Hugo Vignetti        | Sanvenero  | 26   |
| 9    | August Auinger       | Bartol-MBA | 25   |
| 10   | Johnny Wickström     | MBA        | 21   |
| 10   | Iván Palazzese       | MBA        | 21   |

## Zijspannen
Rolf Biland/Kurt Waltisperg hadden twee seconden sneller getraind dan Egbert Streuer/Bernard Schnieders en ook in de race waren ze oppermachtig. Ze vochten een tijdje met Alain Michel/Michael Burkhardt, tot de Seymaz van Michel de geest gaf nadat er een steen door de radiateur was geslagen. Vervolgens stuurde Biland de pit in en kwam Streuer aan de leiding. Biland maakte intussen een praatje met zijn monteurs en stuurde de baan weer op, passeerde binnen twee ronden Derek Jones, Jock Taylor en Werner Schwärzel en nog eens twee ronden later ook Egbert Streuer. Zijn grootste concurrent Werner Schwärzel had de strijd om de derde plaats al verloren van Jock Taylor, waardoor Biland zijn voorsprong in het wereldkampioenschap vergrootte.

### Uitslag zijspannen
| Pos | Coureur              | Bakkenist              | Merk                  | Tijd       | Grid | Punten |
| --- | -------------------- | ---------------------- | --------------------- | ---------- | ---- | ------ |
| 1   | Rolf Biland          | Kurt Waltisperg        | Krauser-LCR-Yamaha    | 47"33'98   | 1    | 15     |
| 2   | Egbert Streuer       | Bernard Schnieders     | LCR-Yamaha            | 47"51'61   | 3    | 12     |
| 3   | Jock Taylor          | Benga Johansson        | Fowler-Windle-Yamaha  | 48"58'40   | 4    | 10     |
| 4   | Werner Schwärzel     | Andreas Huber          | Krauser-Seymaz-Yamaha |            | 6    | 8      |
| 5   | Steve Abbott         | Shaun Smith            | Yamaha                |            |      | 6      |
| 6   | Rolf Steinhausen     | Hermann Hahn           | Busch-Yamaha          |            | 5    | 5      |
| 7   | Wolfgang Stropek     | Hans-Peter Demling     | LCR-Yamaha            |            |      | 4      |
| 8   | Jean-François Monnin | Wolfgang Kalauch       | LCR-Yamaha            |            |      | 3      |
| 9   | Dennis Bingham       | Julia Bingham          | Yamaha                |            |      | 2      |
| 10  | John Barker          | John Brushwood         | Yamaha                |            |      | 1      |
| DNF | Alain Michel         | Michael Burkhardt      | Krauser-Seymaz-Yamaha | Koeling    | 2    |        |
| DNF | Gérald Corbaz        | Yvan Hunziker          | Seymaz-Yamaha         |            | 7    |        |
| DNF | Patrick Thomas       | Jean-Marc Fresc        | Seymaz-Yamaha         |            | 8    |        |
| DNF | Hein van Drie        | Martin van 't Klooster | LCR-Yamaha            | Koppeling  | 10   |        |
| DNF | Derek Jones          | Brian Ayres            | LCR-Yamaha            | Drijfstang |      |        |

### Top tien WK-tussenstand zijspanklasse
| Pos. | Coureur          | Bakkenist          | Motorfiets            | Ptn. |
| ---- | ---------------- | ------------------ | --------------------- | ---- |
| 1    | Rolf Biland      | Kurt Waltisperg    | Krauser-LCR-Yamaha    | 45   |
| 2    | Werner Schwärzel | Andreas Huber      | Krauser-Seymaz-Yamaha | 28   |
| 3    | Alain Michel     | Michael Burkhardt  | Krauser-Seymaz-Yamaha | 24   |
| 4    | Jock Taylor      | Benga Johansson    | Fowler-Windle-Yamaha  | 23   |
| 5    | Egbert Streuer   | Bernard Schnieders | LCR-Yamaha            | 18   |
| 6    | Patrick Thomas   | Jean-Marc Fresc    | Seymaz-Yamaha         | 10   |
| 7    | Albert Giesemann | Thomas Riedel      | LCR-Yamaha            | 7    |
| 8    | Dennis Bingham   | Julia Bingham      | Yamaha                | 06   |
| 8    | Steve Abbott     | Shaun Smith        | Yamaha                | 06   |
| 8    | Masato Kumano    | Kunio Takeshima    | LCR-Yamaha            | 06   |

## Trivia

### Waddon
Graeme McGregor had tijdens de TT van Man een Waddon aangeboden gekregen van Joe Ehrlich, maar bedankt voor de eer. De machine ging naar Con Law, die er de Junior 250 cc TT mee won, terwijl McGregor met zijn Yamaha uitviel. Toen Richard Schlachter het ook niet meer zag zitten met de Waddon en overstapte op Yamaha hapte McGregor wel toe. Hij kreeg Schlachters machine en werd tweede. 

### Yamaha problemen
De Belgische Grand Prix legde nog eens op pijnlijke wijze het probleem voor het Yamaha-fabrieksteam bloot: Kenny Roberts stond er helemaal alleen voor. Er waren wel teams met Yamaha OW 60 semi-fabrieksracers, zoals het Marlboro-team van Giacomo Agostini en het Sonauto-team van de Franse importeur, maar die hadden een half miljoen gulden (230.000 Euro) per stuk betaald voor hun motorfietsen en waren daarom niet bereid steun te verlenen aan Roberts. Boet van Dulmen had een OW 60 gekregen voor de TT van Assen en de Grand Prix van België, maar die motor was zonder reservedelen al aan het eind van zijn krachten. Boet leverde zijn machine dan ook meteen na de race in bij het fabrieksteam en bedankte verder voor de eer. Roberts kon het in zijn eentje ook niet bolwerken: zijn Yamaha OW 61 had een zeer slechte wegligging, vooral als de banden het ook nog eens opgaven. 

### Yamaha, Suzuki of Cagiva?
Boet van Dulmen was zonder onderdelen niet gelukkig met zijn Yamaha OW 60. Hij was officieel fabrieksrijder voor Cagiva, maar die machine werd maar niet racerijp. Boet liet na de Belgische GP zijn toekomst afhangen van een gesprek met de Yamaha-racemanager Doyle, maar verwachtte dat hij met zijn privé-Suzuki RG 500 zou gaan rijden of verder zou gaan testen met de Cagiva. In Francochamps verklaarde Jon Ekerold echter dat hij de nieuwe testrijder voor Cagiva was.
1921 · 1922 · 1923 · 1924 · 1925 · 1926 · 1927 · 1928 · 1929 · 1930 · 1931 · 1932 · 1933 · 1934 · 1935 · 1936 · 1937 · 1938 · 1939 · 1947 · 1948 · 1949 · 1950 · 1951 · 1952 · 1953 · 1954 · 1955 · 1956 · 1957 · 1958 · 1959 · 1960 · 1961 · 1962 · 1963 · 1964 · 1965 · 1966 · 1967 · 1968 · 1969 · 1970 · 1971 · 1972 · 1973 · 1974 · 1975 · 1976 · 1977 · 1978 · 1979 · 1980 · 1981 · 1982 · 1983 · 1984 · 1985 · 1986 · 1988 · 1989 · 1990